# Hohenfels, Neumarkt
Hohenfels là một đô thị ở Neumarkt bang Bayern thuộc nước Đức.